# Kaha angulata
Kaha angulata är en insektsart som beskrevs av Frederick Arthur Godfrey Muir 1917. Kaha angulata ingår i släktet Kaha och familjen Derbidae. Inga underarter finns listade i Catalogue of Life.